# Brütsch (Automobilhersteller)
Brütsch ist der Name eines ehemaligen deutschen Herstellers von Kleinstwagen. Egon Brütsch (1904–1988), Sohn eines erfolgreichen Stuttgarter Strumpffabrikanten, war ein Motorrad- und Automobilrennfahrer. Ab 1951 baute er Kleinwagen mit Kunststoffkarosserien.
In den Jahren 1929 bis 1931 bestritt Brütsch Motorradrennen und zwischen 1935 und 1950 nahm er mit teilweise selbstgebauten Autos an Rennen teil. Anfang der 1950er Jahre begann er mit dem Bau von Kleinstwagen mit Kunststoffkarosserien. Das erste Fahrzeug, das er baute, war ein Maserati im Maßstab 1 : 2; ein Kinderauto zum Preis von 750 DM. Nach Aufgabe der Autokonstruktionen begann Egon Brütsch mit dem Bau von kleinen Kunststoffhäusern in Kugelform und anderen Fertighäusern; er gilt als einer der Pioniere im Bau von Fertighäusern in Holzverbundbauweise. Mehrere Patente auf die Verbindungstechnik von Fertighauselementen sind ihm erteilt worden.

## Prototypen ab 1951
Die ersten Prototypen waren der Eremit, der 400 und der Zwerg. Es waren einsitzige, dreirädrige Fahrzeuge mit Einzylinder-Zweitaktmotoren von 77 bis 125 cm³, zwei Vorderrädern, einer Länge von 2000 mm, einer Breite von 1200 mm und einem Gewicht von rund 100 kg.
Der Eremit wurde 1951 in Frankfurt vorgestellt und sollte 2.000 DM kosten (entspricht heute etwa 6.200 EUR).

## Brütsch 200 Spatz
Der Spatz war ein offener Dreisitzer mit drei Rädern (ein Hinterrad) und einem 200-cm³-Motor von Fichtel & Sachs. Nur drei Stück des rund 90 km/h schnellen Wagen wurden gebaut. In der Schweiz baute die Fahrzeugfabrik Wollerau (ehemals A. Grünhut & Co.) den Spatz als Belcar in Lizenz. Ein weiterer Lizenznehmer war die Harald Friedrich GmbH. Wegen vieler technischer Mängel kam es zu einem Rechtsstreit zwischen Brütsch und Friedrich, den Brütsch verlor (siehe auch Spatz).

## Brütsch 1200

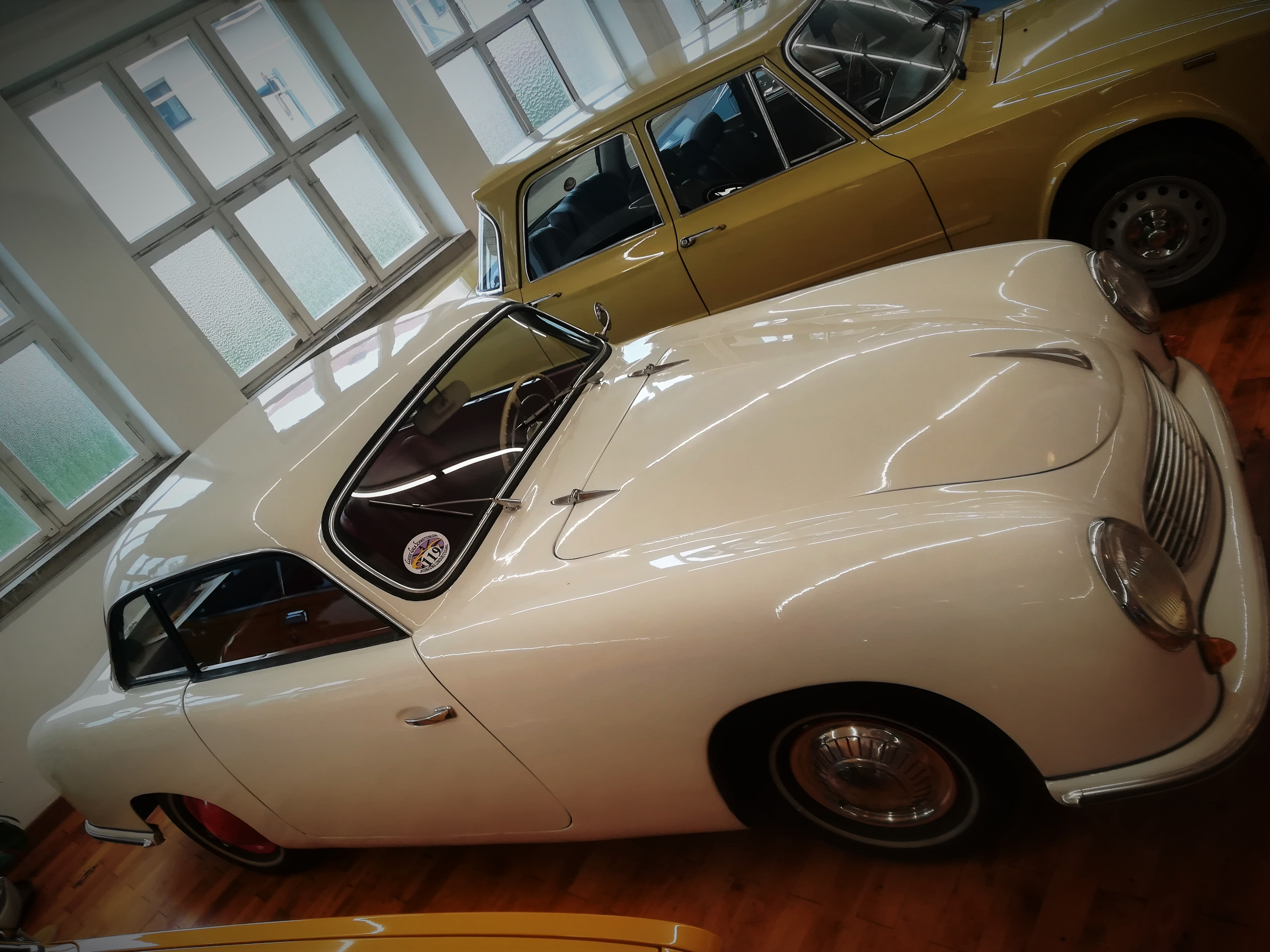
Sportcabriolet Brütsch 1200

Das ab 1953 zum Preis von 10.500 DM (entspricht heute etwa 33.000 EUR) angebotene Sportcabriolet Brütsch 1200 wurde von der Lorcher Karosseriefabrik produziert. Das Fahrzeug basierte auf dem Ford Taunus 12M, von dem Vorderachse, Getriebe, Lenksäule, Lenkradschaltung sowie der Motor (mit einem zusätzlichen zweiten Vergaser) übernommen wurden.

## Brütsch Zwerg 1955–1957
Der Zwerg war ein dreirädriger offener Zweisitzer mit 200-cm³-Motor. Er wurde auch in Lizenz in Frankreich hergestellt und unter dem Namen Avolette verkauft. In Deutschland wurden zwölf Fahrzeuge gebaut.

## Brütsch Zwerg Einsitzer

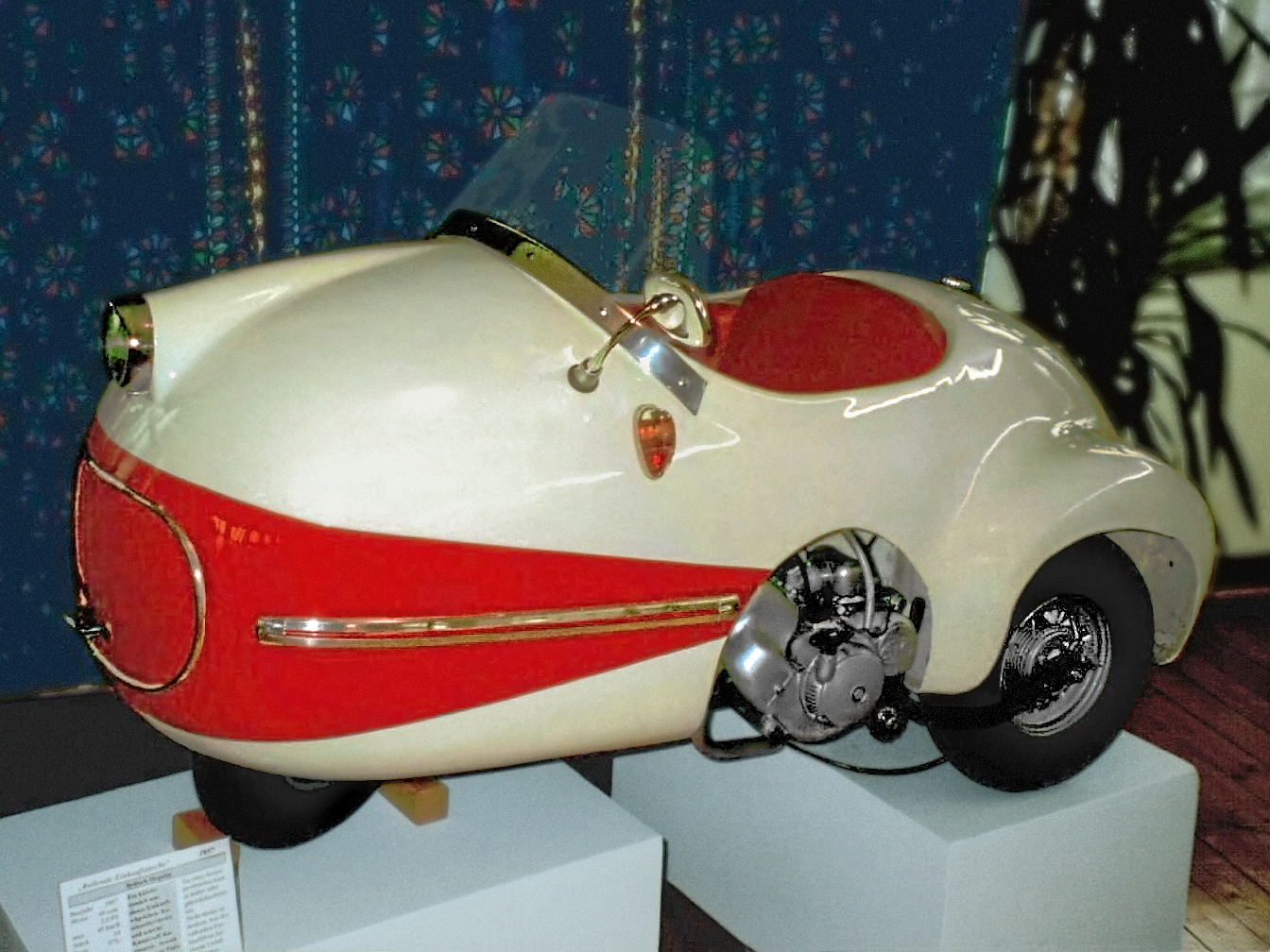
Brütsch Mopetta von 1957

Die Karosserie dieses dreirädrigen Einsitzers „Zwerg“ bestand aus zwei Fiberglasschalen, die untere war mit einem Kastenrahmen verschraubt, darauf saß die obere mit gebogener Windschutzscheibe. Die Naht zwischen beiden Schalen war rundum mit einer als Stoßstange bezeichneten breiten Zierleiste verdeckt. Der Sitz war in der Mitte angeordnet, links und rechts daneben gab es Staufächer. Zum Einsteigen konnte das Lenkrad abgenommen werden. Der im Heck beziehungsweise hinter dem Sitz eingebaute Motor war von außen zugänglich, als Motorisierung waren Motorradmotoren zwischen 75 und 125 cm³ vorgesehen. In einem Vorserienfahrzeug war der Motor einer DKW Hobby mit Fliehkraftkupplung und stufenlosem Getriebe eingebaut. Er leistete 3 PS. Das Fahrzeug hatte vorn eine Starrachse mit Gummifederelementen, Zahnstangenlenkung und mit Seilzug betätige Trommelbremsen an den Vorderrädern. Das einzelne Hinterrad war an einer als Kettenkasten ausgebildeten Schwinge aufgehängt. Die Höchstgeschwindigkeit war mit 65 km/h angegeben. Das Fahrzeug sollte als offene Sport- und als Coupéausführung gebaut und für 1495 DM angeboten werden. Vier Fahrzeuge wurden von September 1955 bis Juli 1956 gebaut. Der „Zwerg“ war 2,20 Meter lang, 1,10 Meter breit und wog 98 Kilogramm; 82 Kilogramm durften zugeladen werden. Ende 1954 wurde eine Baulizenz nach Frankreich verkauft.

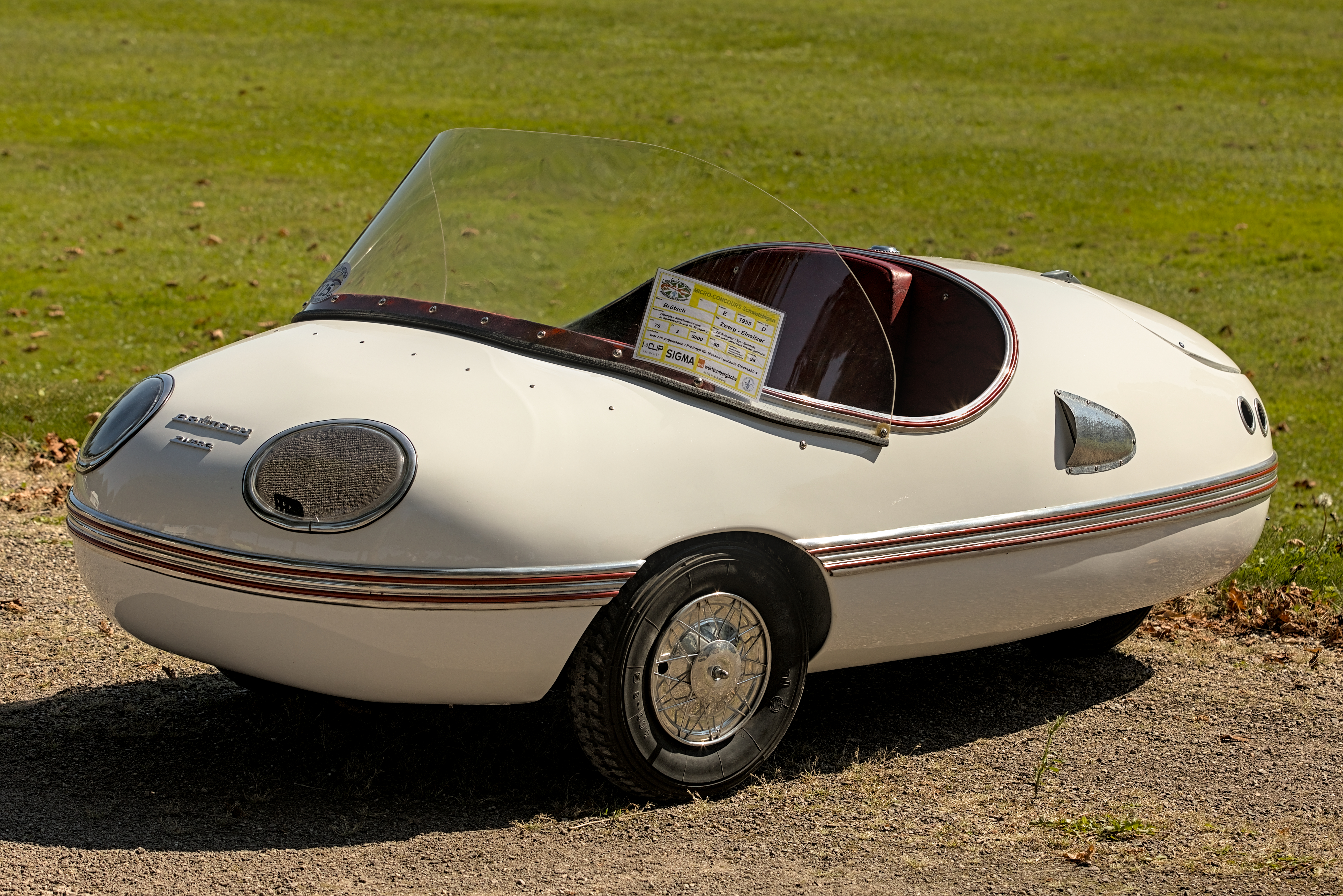
Brütsch Zwerg Einsitzer
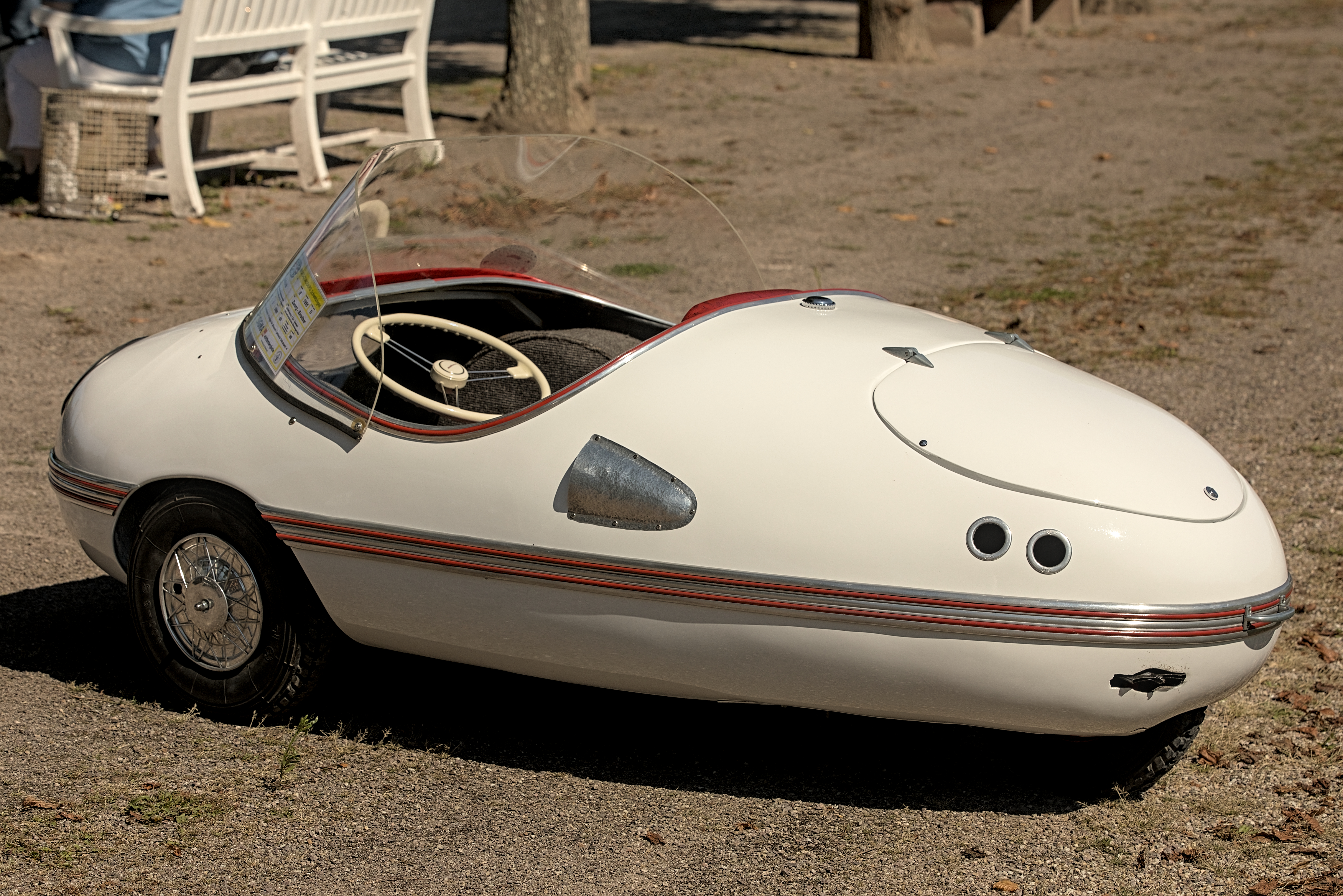
Heckansicht
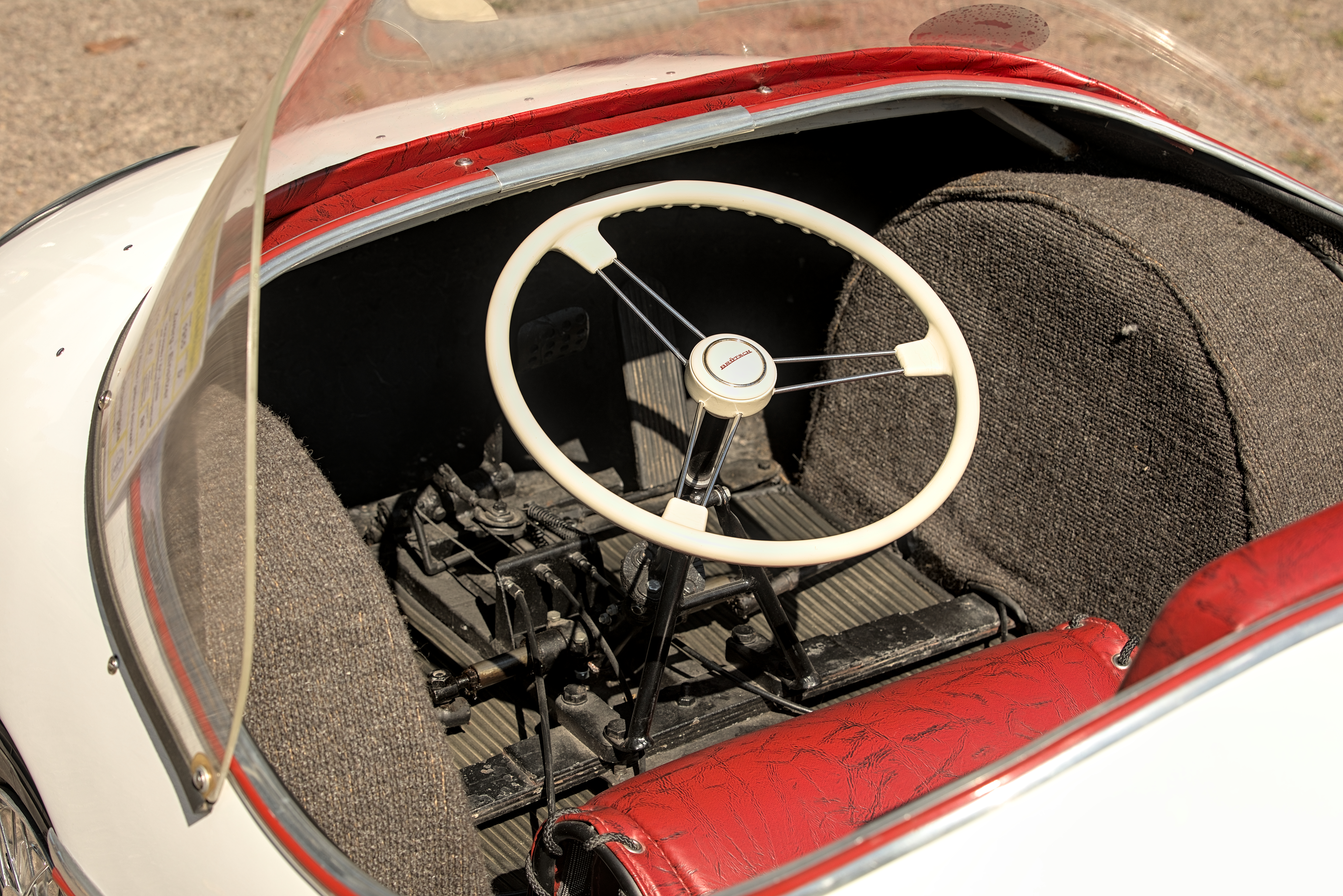
Innenansicht

## Brütsch Mopetta 1956–1958
Die Mopetta war ein einsitziges Dreirad mit einem 50-cm³-ILO-V-50-Motor. Der Frankfurter Opel-Händler Georg von Opel wollte das Fahrzeug in Lizenz von Horex fertigen lassen. Dieser Plan ließ sich nicht verwirklichen. Insgesamt wurden 14 Fahrzeuge gebaut, von denen 2008 nach einzelnen Quellen noch fünf erhalten waren; andere Quellen nennen jedoch abweichende Zahlen. Als eines der kleinsten Automobile aller Zeiten ist es heute ein besonders gesuchtes Sammlerstück.

## Brütsch Rollera 1956–1958
Einsitziges Dreirad mit 100-cm³-Motor von Fichtel & Sachs. Acht Fahrzeuge gebaut. Auch in Frankreich in Lizenz gebaut.

## Brütsch Bussard 1956–1958
Offener Zweisitzer mit drei Rädern und 200-cm³-Fichtel-&-Sachs-Motor. Elf Stück gebaut.

## Brütsch Pfeil 1956–1958
Offener vierrädriger Zweisitzer mit 400-cm³-Lloyd-Motor, Spitze 110 km/h. Acht Stück gebaut.

## Brütsch V2 1956–1958
Offener vierrädriger Zweisitzer, wahlweise mit 100-cm³-Sachs-Motor oder 250-cm³-Maico-Motor. Spitze bis 100 km/h. Zwölf Stück gebaut.

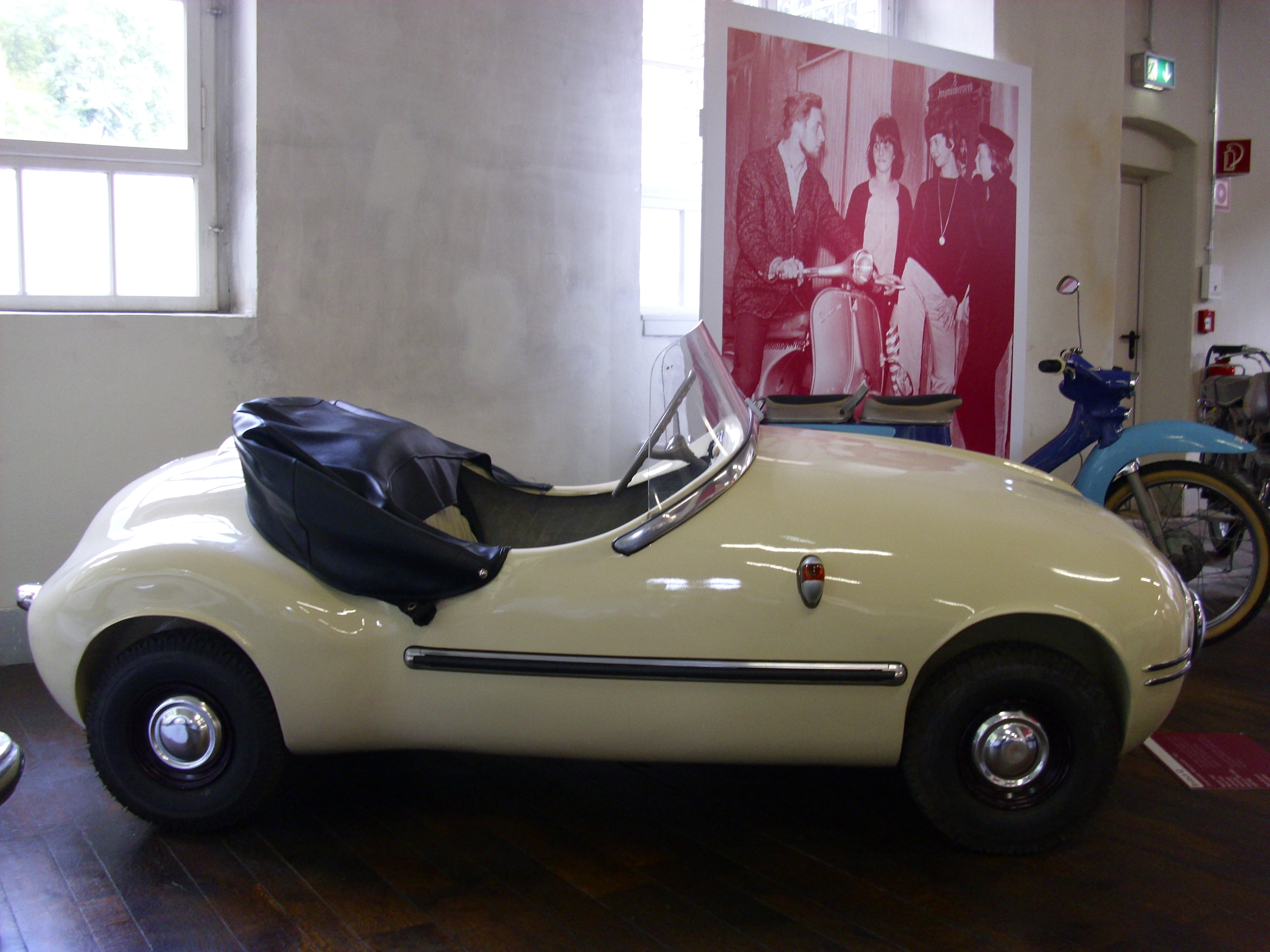
Brütsch V2 von 1957
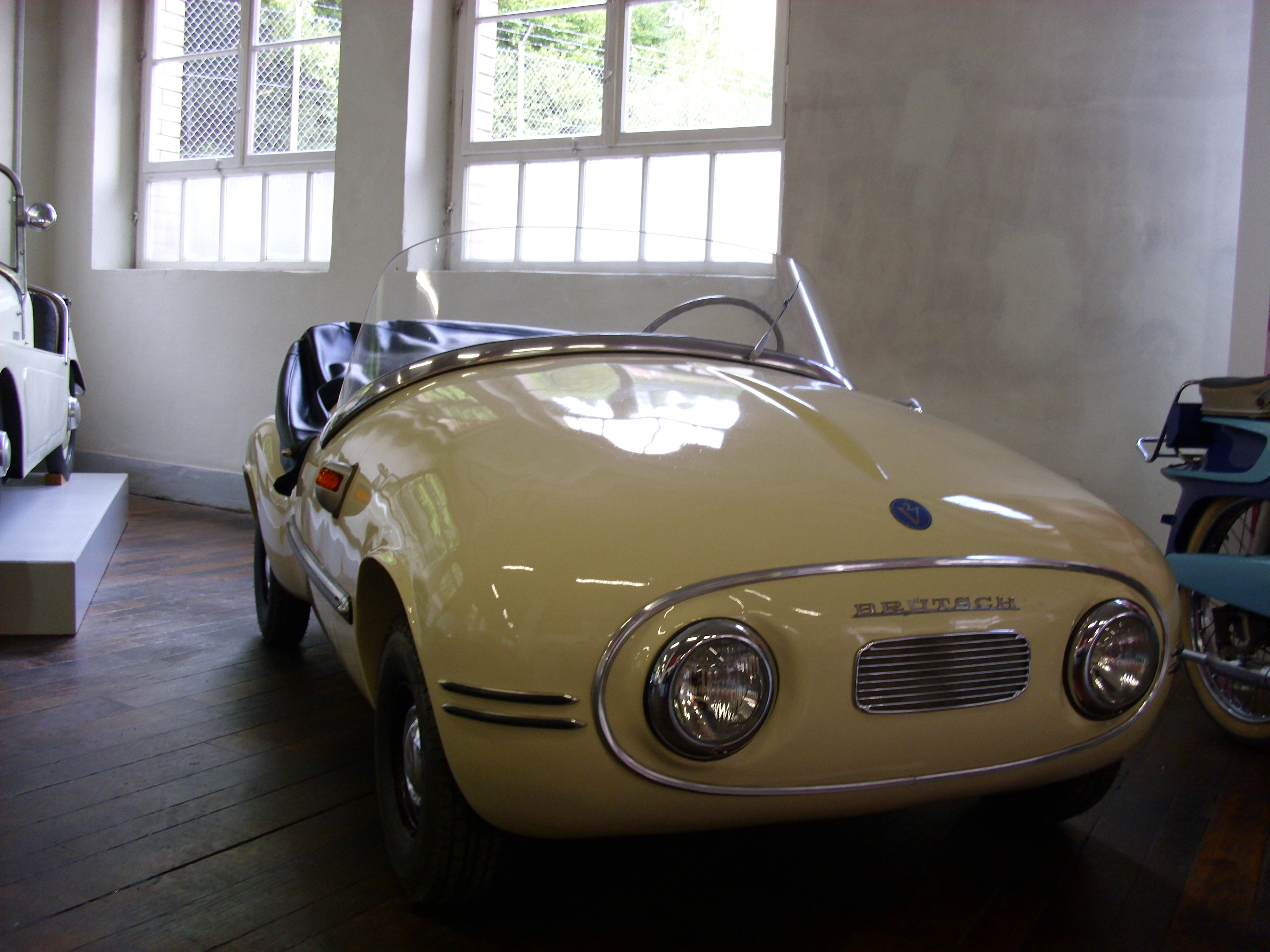
Brütsch V2 von 1957

## Brütsch V2-N
Wie oben, jedoch mit Türen und 500-cm³-Zweizylinder-Viertakt-Motor vom Fiat Nuova 500. Spitze 125 km/h. Dieses Modell war für einen französischen Lizenznehmer entwickelt worden, der es als V 2 N anbot. Er stellte die Produktion aber nach einem Jahr ein. Nur drei Stück in Deutschland gebaut.
Der letzte Automobilprototyp, den Brütsch entwickelte, war ein Coupé auf Basis des Ford Taunus 12M.